# Qatna
Qatna (Qaṭna) est une cité antique située en Syrie à 200 km au nord de Damas, sur l'actuel site de Tell Mishrife. C'était la capitale d'un royaume qui fut l'un des plus importants de la région dans la première moitié du IIe millénaire av. J.-C. avant notre ère, et avait encore une certaine puissance dans la seconde moitié de ce même millénaire.
Les vestiges actuellement visibles et qui ont fait l'objet de fouilles récentes constituent un tell d'une superficie d'environ 1 km2. Le tell se situe au bord du plateau calcaire qui délimite le désert syrien et domine la plaine fertile de Homs.
La cité qui s'est développée depuis le début du IIe millénaire av. J.-C. était un point important de passage sur les routes de commerce de la région. Plusieurs dynasties de rois s'y sont succédé pendant presque mille ans, développant une culture raffinée, un artisanat, et utilisant l'écriture cunéiforme.

## Fouilles
C'est à partir de 1924, pendant le protectorat français, que cette ville totalement oubliée revient au jour. Le site est fouillé une première fois par une équipe française dirigée par Robert du Mesnil du Buisson, entre 1924 et 1929. Ces premières campagnes sont peu fructueuses : elle se concentrent sur la zone du palais, où sont mis au jour quelques objets dont un sphinx d'origine égyptienne ainsi qu'un lot de tablettes d'inventaire du temple de la déesse Nin-égal (la « Dame du Palais »). Il fouille également des portes de la ville basse, au nord et au sud. Dans les années qui suivent, le site est recouvert par le village de Mishrifé,.
En 1994, les fouilles reprennent sur le tell Mishrife, conduites par des équipes syriennes dirigées par Michel al-Maqdissi de la Direction syrienne des Antiquités. Elles sont menées dans plusieurs endroits, notamment le sommet du tell. En 1999 la fouille devient multinationale, avec l'arrivée d'une équipe italienne dirigée par Daniele Morandi Bonacossi, et une allemande dirigée par Peter Pfälzner,.

## Histoire
Le site de Qatna est occupé depuis le Bronze ancien, dans la première moitié du IIIe millénaire av. J.-C. (voir plus bas). Mais c'est au début du IIe millénaire que la ville devient importante.

### Le royaume amorrite de Qatna
Le développement de Qatna à la période amorrite (v. 2000-1600 av. J.-C.) est établi par l'archéologie, qui connaît cette période comme le Bronze moyen, puisque c'est du début de cette époque que date une réorganisation du site se traduisant par l'érection d'impressionnantes murailles formant une enceinte quadrangulaire qui protège la cité. L'extension de l'habitat et les constructions monumentales semblent surtout se faire après 1800, ce qui correspond à la période des archives de Mari documentant la présence d'un royaume puissant à Qatna. Le Palais oriental est érigé dans la seconde partie de la période. La date de construction du grand Palais royal est en revanche débattue : l'équipe allemande la situe aux XVIIIe – XVIIe siècle av. J.-C., tandis que les équipes syrienne et italienne la placent plus tard, aux XVIIe – XVIe siècle av. J.-C..
Quelques tablettes du XVIIIe siècle av. J.-C. ont été mises au jour lors des fouilles récentes, mais elles n'apportent pas d'informations sur l'histoire politique du site. Pour cela il faut se tourner vers les archives de Mari qui nous renseignent de manière indirecte sur l'histoire du royaume de Qatna, sur la période 1810-1760, quand il est dirigé par Ishkhi-Addu (Išḫi-Addu) puis par son fils Amud-pi-El (qui lui succède vers 1772). Qatna est alors l'un des plus puissants de Syrie et de tout le Proche-Orient. Elle occupe une position importante dans les réseaux d'échanges de la période, servant de lien entre la Haute Mésopotamie et les ports du Liban. La seconde ville du royaume, Nashala (aujourd'hui al-Qaryatayn), est située à 75 kilomètres au sud-est de Qatna, sur une route menant vers l'Euphrate, et son gouvernement est confié à Amud-pi-El quand il n'est encore que prince héritier. Elle contrôle peut-être aussi Tadmor (Palmyre), qui joue déjà un rôle important sur les routes caravanières (à une époque où les ânes sont les principaux animaux de bât). Les convois sont cependant menacés par des groupes nomades, les Sutéens, qui servent d'autre fois de guides à travers les routes de la steppe.
Sur le plan politique et militaire, le plus grand rival de Qatna est son voisin du nord, le Yamhad, dont la capitale se trouve à Alep. Samsî-Addu, roi de Haute-Mésopotamie, faisant lui aussi face à Alep depuis qu'il a conquis Mari, choisit de s'allier au roi Ishkhi-Addu de Qatna. Dans ce but, la fille de ce dernier, Dam-hurasi, épouse Yasmah-Addu, le fils de Samsi-Addu, qui règne alors à Mari. La conclusion de ce mariage et son déroulement sont bien connus par les archives mariotes. L'alliance entre les deux fait que c'est pour cette période, antérieure à 1775, que la documentation de Mari fournit le plus d'informations sur Qatna. Ce royaume est alors entraînée dans plusieurs conflits, directs ou indirects, avec Sumu-epuh d'Alep, qui soutient des révoltes contre Ishkhi-Addu dans le nord du Liban. À une occasion, Samsi-Addu et Yahdun-Lim envoient des troupes de soutien à Qatna. Des liens de nature économique sont également tissés, qui se traduisent par la possibilité offerte à Mari de faire paître ses troupeaux sur le territoire de Qatna, et surtout la venue de caravanes depuis cette dernière.

« […] le 5 […] ils donnèrent […] il nous a entrepris en ces termes : « [Enduisez] de bitume et d’asphalte [le(s) bateau(x) q]ue vos vos charpentiers ont fabriqué(s). Mahniti-El fera porter le grain (et) l’huile de la troupe sur le grain (et) l’huile qui se trouvent entreposés dans la ville de Dûr–Išhî-Addu et il vous conduira depuis Baširum. » Mais il n’a pas fait porter le grain (et) l’huile ainsi que les provisions de la troupe. S’étant mis à notre tête, Išhî-Addu nous a conduits au bord du lac. Or, aucun butin, aucune provision : la troupe a eu faim.

Par la suite, il nous a fait faire le tour entre le Sarôn et le Liban et nous avons assiégé la ville de Ṣêrum. Nous avons combattu pendant deux jours, puis la ville a fait des offres de paix : elle a fait sortir la garnison et des otages.

Depuis le Liban vers le Sarôn, à l’improviste, un corps de 4 000 soldats a forcé le passage devant nous et ils sont venus à l’aide de la ville de Ṣîbat. A l’intérieur de cette ville, il y avait une centaine de soldats qui s’étaient installés de force comme patrouilleurs. Au moment du repas, nous nous approchâmes de cette ville et Išhî-Addu dit : « Combattez-les ! » Dès que la troupe [se fut approchée], la ville a été prise. Ceux [qui se trouvaient à l’intérieur, il les a fait sortir] et il s’est [emparé d’eux] par la force.

Nous nous approchâmes de la ville de Razahum ; la troupe ayant forcé la ville, Išhî-Addu [s’empara] de son butin. [Il …] vieillards et nourrissons à […] ; […] les nobles (et) les jeunes guerriers.

Nous nous approchâmes de la ville de Yasitrum (…). »

— Lettre d'un général au roi Yasmash-Addu de Mari rapportant une campagne contre Ṣîbat en soutien à Qatna.
En 1775 av. J.-C., Samsi-Addu décède, et son royaume s'effondre. Soutenu par Hammurabi, le nouveau roi du Yamhad, Zimri-Lim monte sur le trône de Mari en chassant Yasmah-Addu. Quand il occupe le palais de Mari, il conserve le harem du vaincu, et il fait donc de Dam-hurasi son épouse principale. Cela lui permet de rester en bons termes avec Amut-pi-El, tout en étant allié du roi d'Alep, dont il épouse aussi une fille. Il y a peu d'attestations de relations avec Qatna sous son règne, principalement des liens commerciaux et l'envoi de troupes de Qatna dans le royaume de Mari pour aider Zimri-Lim à mater la révolte des tribus benjaminites au début de son règne. Il a été proposé que Mari et Eshnunna ait conduit une campagne contre Qatna vers 1770, mais cela repose sur une interprétation d'une tablette dont le sens n'est pas clair. Les relations avec Mari semblent en tout cas se distendre puisque le roi de Qatna se range du côté des Élamites quand ils partent en guerre contre une coalition de rois amorrites dirigées par Zimri-Lim et Hammurabi de Babylone, sans toutefois leur apporter un soutien effectif car le théâtre des opérations est trop éloigné de son royaume. Par la suite les relations se normalisent, et le roi de Qatna semble avoir envoyé des troupes à celui de Babylone, conjointement à celles de Mari, pour l'aider à prendre le royaume de Larsa.
La prise de Mari en 1761 av. J.-C. par Hammurabi de Babylone, marquant la fin des archives dans cette ville, réduit notre connaissance de Qatna et de la situation politique de la Syrie en général pour les décennies suivantes. D'après ce que semblent indiquer les archives d'Alalakh (fin XVIIIe siècle av. J.-C. - début XVIIe siècle av. J.-C.), Qatna subit une défaite face au Yamhad, mais cela ne remet pas forcément en cause son statut de grande puissance en Syrie.

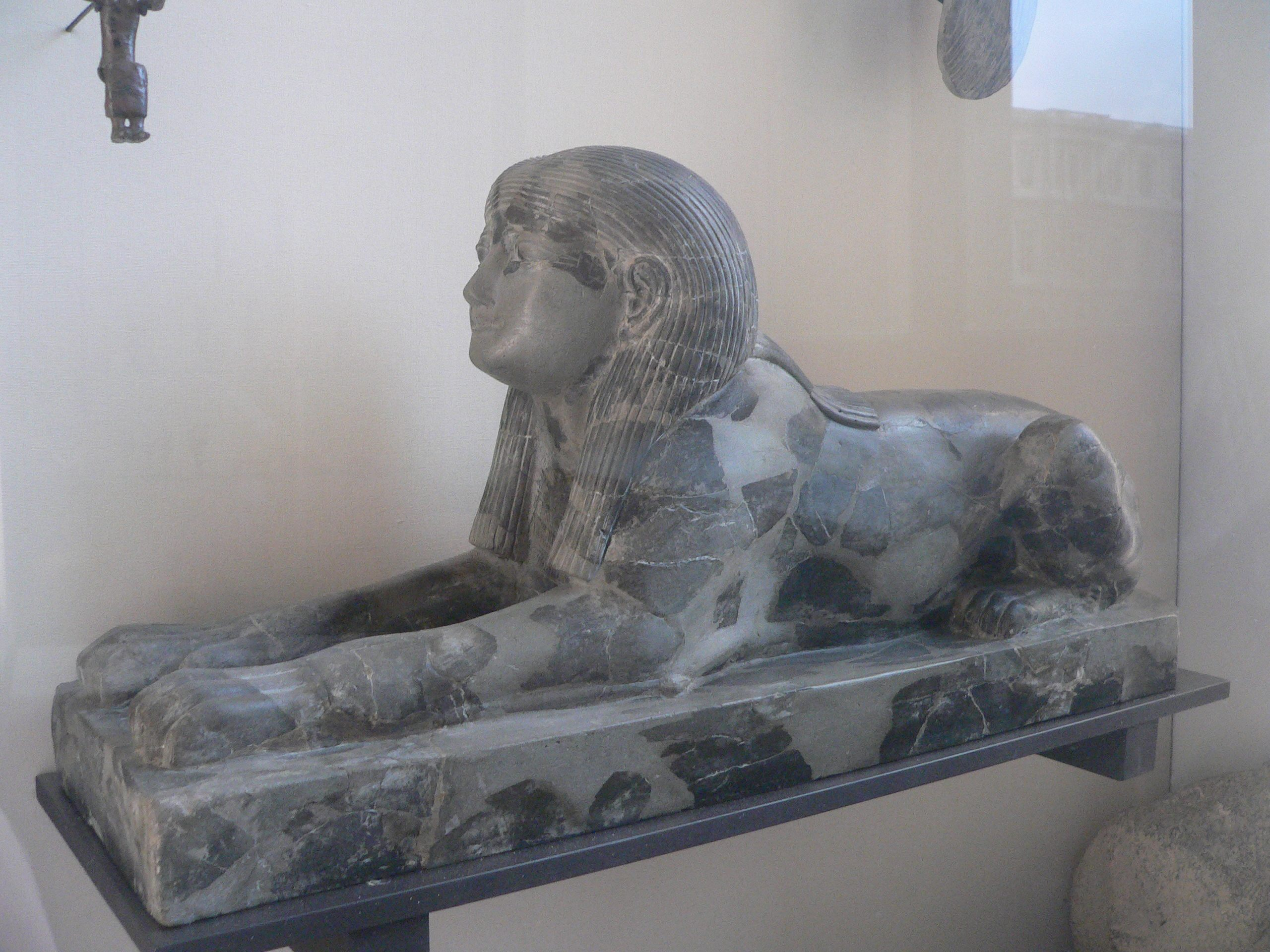
Sphinx inscrit au nom d'Ita, fille du pharaon Amenemhat II, mis au jour dans le temple de Nin-egal de Qatna. Musée du Louvre.

Parmi les découvertes effectuées dans le secteur officiel de Qatna se trouvent plusieurs objets provenant d’Égypte. Lors des fouilles françaises, le temple de Nin-égal a livré un sphinx en pierre venu d'Égypte, inscrit au nom d'Ita, fille du pharaon Amenemhat II (1928-1895 av. J.-C.), qui établit les contacts entre Qatna et le pays des Deux Terres. Reste à savoir quand il est arrivé dans la région : probablement plusieurs siècles après sa réalisation, en tant que présent diplomatique de l'époque des Hyksos (v. 1650-1550) ou peu après. Les fouilles récentes ont livré un vase au nom de Sésostris Ier (v. 1956-1910) qui pourrait en revanche avoir été envoyé à Qatna dès le règne de ce roi. Cela indique en tout cas que Qatna entretient des liens avec l’Égypte dès cette époque, sans doute par l'intermédiaire de Byblos qui est sa principale porte d'entrée au Levant. Des sceaux imprimés sur des bulles d'argile contemporains de l'époque des archives de Mari attestent aussi de liens diplomatiques avec le pays de Canaan, plus au sud. Des tablettes de Sippar, au nord de la Babylonie, indiquent que des marchands de cette ville commercent à Qatna.

### Le Bronze récent
Qatna est toujours la capitale d'un royaume aux XVe siècle av. J.-C. et XIVe siècle av. J.-C. Il ne s'agit plus d'un royaume de premier rang, mais plutôt d'un royaume secondaire, devenu vassal du Mittani, puis de l'Égypte. La transition entre les deux périodes semble marquée par un programme de constructions ambitieux, qui pourrait voir l'érection du Palais royal et du Palais de la ville basse. L'histoire politique de sa dernière phase est reconstituée dans les grandes lignes grâce aux sources provenant du site et de l'extérieur, mais des informations primordiales manquent encore. Les noms des rois connus par les tablettes locales donnent pour cette période la possible séquence Naplimma, Sinad(d)u puis Adad-narari (ou Addu-narari) et Idadda, avant Akizzi documenté dans le corpus des Lettres d'Amarna. 
Les sources provenant du site de Qatna même pour cette époque se sont étoffées avec les découvertes de plusieurs tablettes cunéiformes sur l'acropole et dans le palais royal. À l'époque des fouilles françaises, les principaux textes trouvés étaient les « inventaires de Qatna », une dizaine de tablettes de listes enregistrant de plus de 2 000 objets (surtout des vases et des bijoux) voués à la déesse de la ville, Nin-égal (la « Dame du Palais »), aussi surnommée la « Dame de Qatna », et aux « Dieux du roi ». Un texte indique qu'elle disposait d'une statue de culte en or fauve. Les tablettes donnent des listes de rois, dont on ne savait pas dater les règnes. D'autres tablettes et fragments mis au jour lors des fouilles françaises sont de nature juridique, économique et astrologique. Les tablettes retrouvées en 2002 par les fouilleurs allemands dans le couloir menant aux tombes royales ont donné le nom d'un roi commun à celui des inventaires, Idadda/Idanda, et ont permis d'éclaircir un peu la séquence de rois. Cette archive de 71 tablettes comprend surtout des documents administratifs, dont des inventaires sur l'agriculture et l'élevage (notamment des chevaux) qui indiquent la présence de grands domaines, mais aussi quelques lettres et documents juridiques. Elles sont rédigées en akkadien fortement mâtiné de hourrite et de langues ouest-sémitiques locales.
Du point de vue politique et militaire, Qatna est prise dans les rivalités entre grandes puissances pour la domination de la Syrie. Le Mittani et l’Égypte sont alors alliés, mais leurs positions sont menacées par le roi hittite Suppiluliuma Ier. Les historiens ne s'accordent néanmoins pas pour savoir comment les événements documentés pour Qatna s'intègrent dans la chronologie de ses conquêtes, marquées par deux conflits principaux, et également celle des royaumes voisins (notamment le Nuhasse). Alors qu'Adad-narari est au pouvoir depuis peut-être 45 ans (v. 1375-1330), il semble être victime de ce dernier, qui soumet sa cité sans la détruire, sans doute lors de sa première guerre syrienne. Lui succède alors Idadda/Idanda, un homme d’État sans doute déjà expérimenté, qui fait passer Qatna sous la coupe des Hittites. Le Mittani et l’Égypte n'acceptent manifestement pas la situation, et les Hittites semblent peu enclins à aider leur nouveau vassal, puisqu'ils concentrent alors leurs efforts à la victoire contre le Mittani : Idadda est rapidement renversé, sans doute par les Égyptiens (ou le Mittani). En tout cas le roi de Qatna suivant, Akizzi, est attesté dans les lettres d'Amarna (EA 52 à 57), et apparaît comme un vassal de l’Égypte. Selon la missive EA 55, il fait face à des attaques hittites, dont un raid qui parvient à incendier et à piller son palais et aussi à la menace d'Aziru d'Amurru, et d'Aitakama de Qadesh, vassaux de l’Égypte passés dans le camp hittite. Ses ennemis capturent des gens et les emmènent hors du royaume. Les traces d'incendie et de destructions repérées dans la zone du palais de Qatna datent sans doute de ce moment, mais on ne sait pas ce qu'il advient d'Akizzi : il est probable que son règne prenne fin peu après, mais on ne sait pas dans quelles circonstances. En tout cas Qatna décline après cela et n'apparaît quasiment plus dans la documentation,,. 

« Si les troupes de mon seigneur (le roi d'Égypte) ne s'avancent pas cette année et ne combattent pas, il (le pays) aura peur d'Aziru. (…)

Mon seigneur le sait. (…) Mais maintenant le roi de Hatti les a livrés aux flammes. Le roi de Hatti a pris les dieux et les combattants de Qatna.

Mon seigneur, Aziru a pris des hommes de Qatna, mes serviteurs, et les a emmenés hors du pays de mon seigneur. Ils habitent maintenant en dehors du pays de mon seigneur. S'il lui plaît, que mon seigneur envoie [de l'argent pour la rançon] des hommes de Qatna, et que mon seigneur les rachète (…) »

— Extrait de la supplique d'Akizzi au roi d’Égypte (EA 55)
La fin du XIVe siècle av. J.-C. voit l'abandon des principaux bâtiments de la cité (Palais royal, Palais de la ville basse, Palais sud, Palais oriental), mais seul le Palais royal présente des traces de destruction,.

### L'époque araméenne
Une nouvelle phase d'occupation de la ville se produit au Ier millénaire av. J.-C. (Fer II et III, v. 850-700), sans doute sous la dépendance du royaume araméen de Hama. La partie nord de l'acropole voit l'érection d'un nouveau palais, et la ville basse se développe autour de plusieurs quartiers résidentiels et artisanaux. La ville est détruite vers la fin du VIIIe siècle av. J.-C., sans doute en 720 av. J.-C. lors de l'invasion de la région par les troupes assyriennes de Sargon II qui se solde par l'annexion du royaume de Hama,.

## Découvertes archéologiques

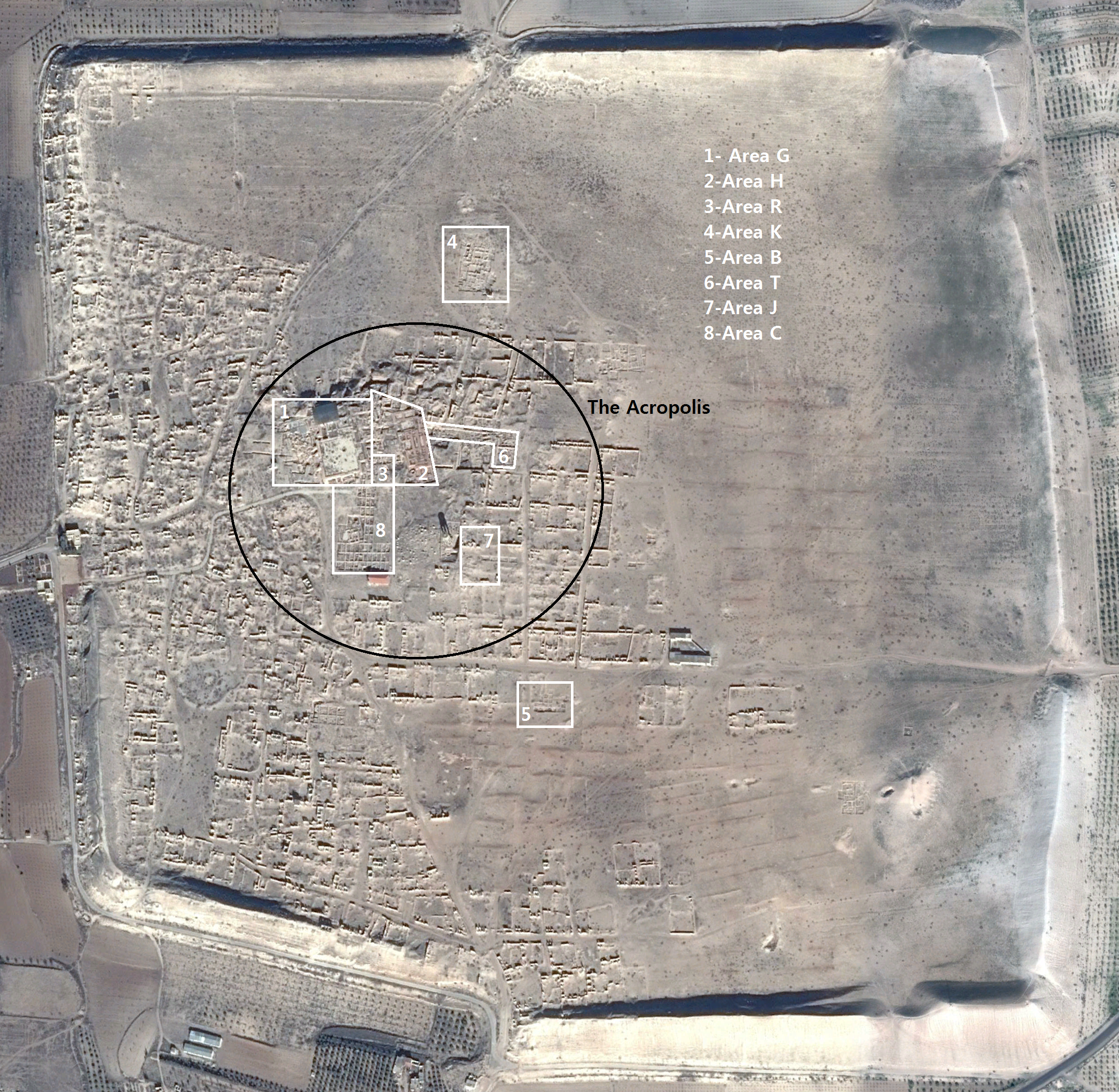
Vue aérienne du site de Qatna, avec la localisation des principales zones de fouilles.

### Le site et la ville basse
Le site de Qatna est particulièrement vaste, puisqu'il couvre environ 110 hectares. Les remparts, dont la construction est datable du début du IIe millénaire av. J.-C., ceignent la cité forment un quadrilatère d'environ 1 000 mètres de côté, et leurs ruines peuvent encore atteindre 20 mètres de hauteur par certains endroits. Cinq portes principales perçaient cette enceinte, sur chacun de ses côtés, le côté est en comprenant deux. La vaste ville basse n'était cependant probablement pas entièrement construite. Il est possible qu'elle ait compris un lac dans sa partie nord, au moins temporairement, où se trouvent actuellement des marais.
Sur le côté nord au pied de la ville basse, le « Palais de la ville basse » a été érigé durant la période de transition entre le Bronze moyen et le Bronze récent. Il comprend plus de soixante salles et des petites cours, comprenant des espaces de résidence, de service et de réception, organisées autour d'une unité centrale à fonction cérémonielle. Parmi les éléments de son architecture et de son décor se trouvent des colonnes en bois supportées par une base de basalte, des dalles (orthostates) en basalte posées sur les murs des portes et des espaces cérémoniels, des peintures murales d'inspiration égéenne, ainsi que l'utilisation de la construction à colombages. Cet édifice a livré des céramiques chypriotes et égéennes (mycéniennes), environ 500 fragments de plaques en ivoire sculptées et incrustées, des sceaux et empreintes de sceaux ainsi qu'une archive d'une cinquantaine de tablettes cunéiformes administratives,.

### L'acropole et le Palais royal
L'acropole de Qatna, située au milieu de la ville et vers sa partie sud-ouest, était le centre politique et religieux de la ville. Topographiquement, c'est un plateau calcaire terminé au nord par une palais abrupte. C'est là qu'ont été identifiées les plus anciennes traces d'occupation du site, datant du Bronze ancien III (v. 3000-2500). C'est pour la phase suivante, le Bronze ancien IV (v. 2500-2000) que le site semble connaître un développement proto-urbain. 
La phase suivante, le Bronze moyen I (v. 2000-1800), est surtout documentée par une nécropole située au nord de l'acropole, constitué par des tombes simples et d'autres à chambre voûtées, plus riches en matériel et témoignant de la présence d'une élite,. Le palais royal est peut-être construit dès cette époque, et il l'est selon P. Pfälzner au début du Bronze moyen II (v. 1800-1600). D. Morandi Bonacossi considère en revanche qu'il date de la toute fin du Bronze moyen. Il considère que le plus ancien édifice palatial identifié sur le site est le « Palais oriental » de l'acropole, légèrement antérieur, qui possède les caractéristiques d'un édifice palatial syrien de l'époque (notamment un espace de réception à plan tripartite). Une réorganisation des édifices monumentaux se produit à la période de transition entre le Bronze moyen et le Bronze récent, marquée aussi par la construction d'un autre édifice public, le « Petit palais », situé au sud du Palais royal.
Quelle que soit sa date de construction, le Palais royal est le principal édifice monumental du site. Ses fouilles ont été entamées à l'époque des fouilles françaises, puis ont été partagées de manière sectorielle entre les équipes syrienne, italienne et allemande après 1999. Cet édifice repose sur de solides fondations en briques d'argile, allant parfois jusqu'à 5 mètres de profondeur dans la roche. Les murs ont été le mieux préservé dans la partie centrale, où les sols sont par ailleurs enduits de chaux. Cette unité principale s'organise autour de trois grandes pièces, d'ouest en est : une salle d'audience carrée (Salle C, dite « Temple de Nin-égal »), de 36 mètres de côté, autrefois dotée d'un toit reposant sur quatre colonnes centrales dont les bases sont encore présentes ; une salle du trône (Salle B, dite « Salle du Grand Vase ») ; une salle d'apparat (Salle A, dite « Salle du Trône ») mesurant 20 × 40 m. Celle-ci donnait sur un long corridor de 40 mètres conduisant aux hypogées, dans lequel ont notamment été retrouvées les tablettes des archives d'Idadda. La partie nord du palais comprenait encore une salle de bains (Salle F ou Haut-Lieu), un espace de stockage (Salle G ou Salle des Jarres), et un autre espace de réception (Salle Q). Au nord-ouest du palais se trouve une grande salle (salle U) avec un puits vertical mesurant 9 x 9 m, creusé dans la roche, dont le fond se trouve à environ 20 m de profondeur. Il contenait des fragments de peintures murales provenant d'une salle voisine (N), dont le style rappelle celui des peintures du monde égéen. En plusieurs endroits cet édifice a également livré des sceaux-cylindres de style syrien, ainsi que des objets égyptiens ou d'inspiration égyptienne.
Le point culminant, la Colline centrale, pouvait comprendre le temple principal, dédié à la déesse Nin-égal, mais ses ruines n'étaient pas assez préservées pour confirmer cela. Au nord de cet édifice a été trouvé un espace rituel où a été mise au jour un fosse de 6 mètres de profondeur comprenant du matériel votif (objets et aliments) et des jarres de la fin du Bronze moyen. Une autre zone voisine était destinée à la fabrication de céramiques.

### Les tombes royales

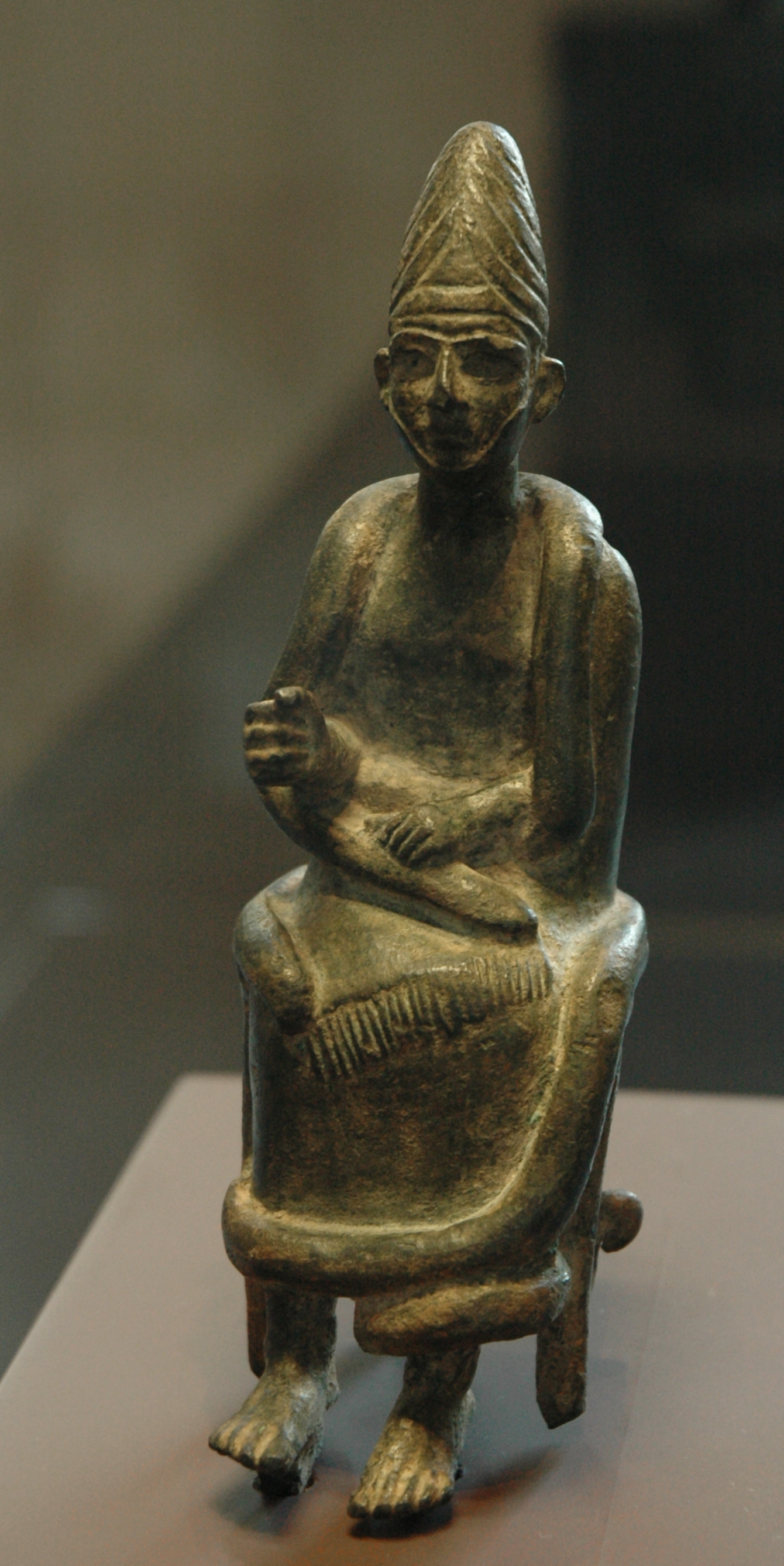
Statuette de dieu assis trouvée à Qatna, v. 1600 av. J.-C., musée du Louvre.

La découverte en 2002 des tombes royales inviolées sous le palais de Qatna par l'équipe de fouilleurs syriens et allemands fut l'une des plus importantes de l'archéologie du Proche-Orient ancien de cette période. À côté de la Salle du trône (ou A) située dans le secteur oriental du palais, un couloir long de quarante mètres s'enfonçait dans le sol sur une profondeur de sept mètres, symbolisant peut-être un passage du monde des vivants vers celui des morts, pour mener à un puits de la taille d'une salle de 4,5 mètres de profondeur, qui servait d'antichambre. Y ont été trouvées deux statues en basalte remarquablement préservées, représentant en taille presque réelle chacune un personnage masculin assis sur un trône, main droite posée sur un vase tandis que la gauche était repliée sur le ventre, selon un style typiquement syrien. Leur longue tunique à franges et leur bandeau de tête les identifient comme des figures royales, rappelant la statuaire d'Alalakh. Elles ont été datées des XVIIIe – XVIIe siècle av. J.-C. (Bronze moyen II). 
Ces deux statues étaient disposées des deux côtés de l'entrée conduisant au complexe funéraire à proprement parler, constitué de quatre pièces creusées dans la roche naturelle à plus de 12 mètres de profondeur. Il est organisé autour d'une salle centrale, mesurant 9 × 7 mètres, ouvrant sur trois autres salles de dimensions plus modestes. La grande pièce renfermait un sarcophage en basalte, dans lequel les restes de plusieurs individus et des objets ont été retrouvés, ainsi que quatre lits funéraires (bières) en bois comprenant également des ossements et des offrandes funéraires. Cette pièce comprenait les restes de dix-neuf à vingt-trois individus, hommes et femmes de tous âges. La matériel funéraire comprend de nombreuses céramiques, des bijoux dont des centaines de perles de pierre, des plaques décoratives et des ornements de carquois en or, une main en or. Des banquettes avaient été aménagées sur ses côtés. Cette pièce avait donc plusieurs fonctions : celle de lieu de sépulture primaire et secondaire, de lieu où l'on exposait des biens de prestige, et de salle pour les banquets funéraires. La petite salle située sur le côté sud de la grande a livré d'autres céramiques, et divers objets luxueux dont un vase en serpentine portant le nom du pharaon Amenemhat III. Elle a été interprétée comme une salle du trône symbolique, ou bien comme un lieu de banquet du culte ancestral royal. La salle ouest servait sans doute pour des rites funéraires, tandis que la salle était remplie d'ossements et a été interprétée comme un ossuaire. Les objets mis au jour dans la salle témoignent dans une certaine mesure d'un style artistique « international » apprécié par les élites de l'époque, mais en grande partie de facture et de style local, avec aussi des objets importés, notamment égyptiens, qui peuvent être issus de présents diplomatiques,.
Cet ensemble fonctionnait comme un complexe funéraire royal de la dynastie régnant à Qatna. Cette découverte est exceptionnelle dans la mesure où ce complexe n'a jamais été pillé, et a pu livrer cet endroit tel qu'il était au moment de la destruction du palais. On a ainsi pu rapprocher cette découverte de celle d'un hypogée royal du Bronze moyen à Ebla, et de ce que rapportent divers textes syriens du Bronze récent (à Ougarit et Emar), mentionnant le rite funéraire du kispum, un banquet réunissant les membres de la famille royale et leurs ancêtres, parfois divinisés à cette période.

### La ville araméenne
Le site est probablement occupé durant la première partie de l'âge du Fer (v. 1200-1000), mais il se redéveloppe surtout entre 850 et 700 av. J.-C. (Fer II et début du Fer III), l'époque des royaumes araméens. Un palais est érigé sur le versant occidental de l'acropole. Il est constitué d'un bâtiment principal de forme rectangulaire organisé autour d'une cour allongée, et de plusieurs autres constructions au nord, séparées par un espace vide de constructions. Son organisation rappelle celle du complexe palatial de Hama, la capitale du royaume dont dépend alors probablement Qatna. Dans la ville basse, un bâtiment « industriel » a été mis au jour, sur la pente orientale. Il s'agissait probablement d'une vinerie où étaient pressées et stockées de grandes quantités de vin. La ville basse a également livré des traces de zones d'habitation,,.